# گم‌گشته (مجموعه تلویزیونی)
گم‌گشته یک مجموعه تلویزیونی ایرانی به کارگردانی رامبد جوان است که در سال ۱۳۸۰ در ماه رمضان از شبکه سه پخش شد. بازیگران این مجموعه آتیلا پسیانی، فرامرز صدیقی، آتنه فقیه‌نصیری، پژمان بازغی، حدیث فولادوند، صالح میرزاآقایی، زهره حمیدی، صدیقه کیانفر،  بیوک میرزایی و بهروز شعیبی هستند. با اینکه گم‌گشته نخستین مجموعهٔ مناسبتی نیست، اما یکی از مهم‌ترین و موفق‌ترین آن‌هاست که طبق نظرسنجی مرکز تحقیقات صدا و سیما هنوز هم به عنوان محبوب‌ترین مجموعه مناسبتی در نظر مردم جای دارد. علاوه بر آن، ترانهٔ تیتراژ این سریال با صدای مجید اخشابی موجب شهرت وی و تثبیت او در موسیقی پاپ و به ویژه موسیقی تیتراژی شد. پسیانی برای نقشش در این مجموعه نامزد دریافت جایزهٔ بهترین بازیگر مرد درام تلویزیونی از ششمین دوره جشن حافظ شد.

## داستان
یک مرد خلافکار که به فردی بانفوذ و ثروتمند که به سید مشهور است شباهت دارد خود را به جای او جا می‌زند.

## بازیگران
- آتیلا پسیانی
- فرامرز صدیقی
- آتنه فقیه‌نصیری
- پژمان بازغی
- حدیث فولادوند
- صالح میرزاآقایی
- زهره حمیدی
- صدیقه کیانفر
- بیوک میرزایی
- بهروز شعیبی

## جوایز و نامزدها
| ۱۳۸۱ | ششمین دوره جشن حافظ |                                  |              |          |
| ۱۳۸۱ | ششمین دوره جشن حافظ | بهترین بازیگر مرد درام تلویزیونی | آتیلا پسیانی | نامزدشده |